# Levi Woodbury
Levi Woodbury (Francestown, 22 de dezembro de 1789 – Portsmouth, 4 de setembro de 1851) foi um advogado e político norte-americano do estado de Nova Hampshire, uma das pouquíssimas pessoas a servir nos três ramos do governo. Woodbury serviu como 15º Governador de Nova Hampshire de 1823 até o ano seguinte, em seguida representando seu estado no Senado a partir de 1825 até ser nomeado em 1831 pelo presidente Andrew Jackson para ser o 9º Secretário da Marinha. Woodbury serviu nesse cargo até 1834, quando foi nomeado 13º Secretário do Tesouro, posição que manteve até o fim da presidência de Martin Van Buren em 1841. Depois disso ele voltou para o Senado e serviu até 1845, quando foi nomeado pelo presidente James K. Polk como um Associado de Justiça da Suprema Corte, vaga que manteve até sua morte.